# Puppenbrücke
Il Puppenbrücke (letteralmente: Ponte della bambole) è un ponte ad arco di Lubecca, in Germania, il primo costruito in pietra nella città anseatica.

## Storia
Il ponte fu eretto in legno nel 1634 di fronte all'Holstentor, la porta ovest di Lubecca, per superare il fossato posto a difesa della città. Nel 1773 fu ricostruito in pietra su progetto dell'architetto Johann Adam Soherr e fu decorato con statue scolpite da Dietrich Juergen Boy tra il 1774 e il 1776, che fruttarono al ponte la sua denominazione.
Tra il 1907 e il 1908 il ponte fu ricostruito per accogliere il crescente traffico, anche se la disposizione delle statue rimase invariata.

## Descrizione

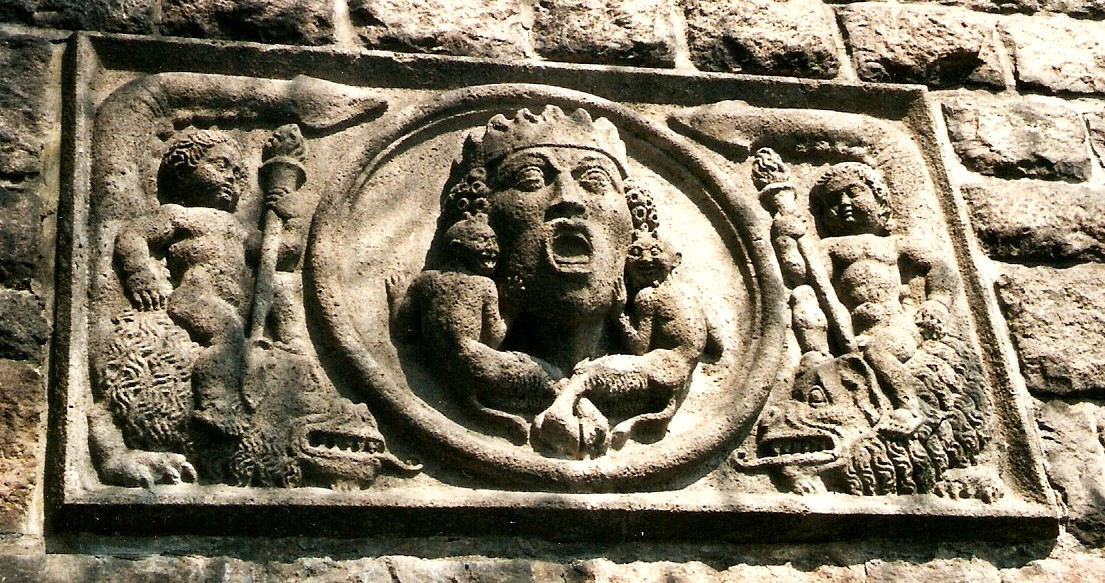
Uno dei bassorielivi di Ignatius Taschner nei pennacchi degli archi rappresentante il fuoco

Quattro bassorilievi, opera dello scultore tedesco Ignatius Taschner, furono realizzati nella parte esterna dei pennacchi degli archi.
Tutte le figure avevano un significato simbolico. Esse rappresentano un attributo corrente nel XVIII secolo, che ancor oggi sono comprensibili.

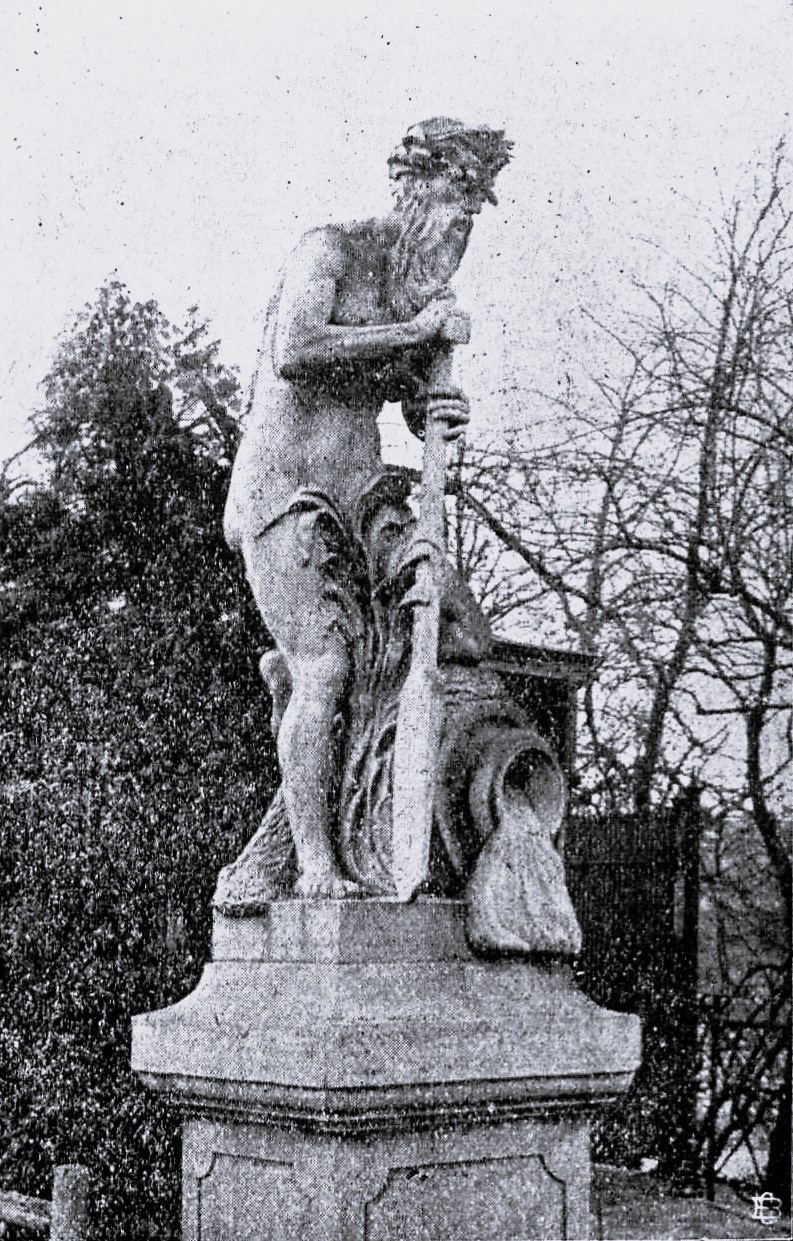
Il Dio del fiume tiene un remo in mano, ai suoi piedi c'è un'urna dalla quale scorre acqua
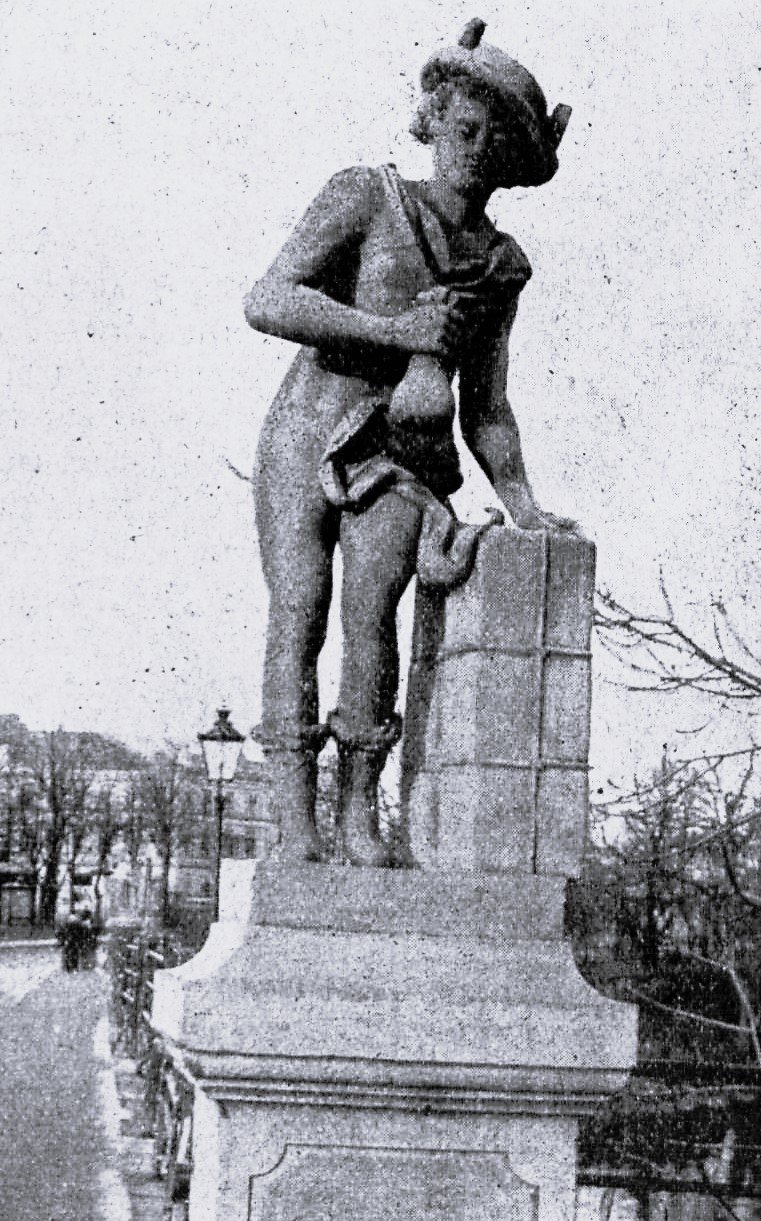
L'Armonia porta un fascio di bastoni
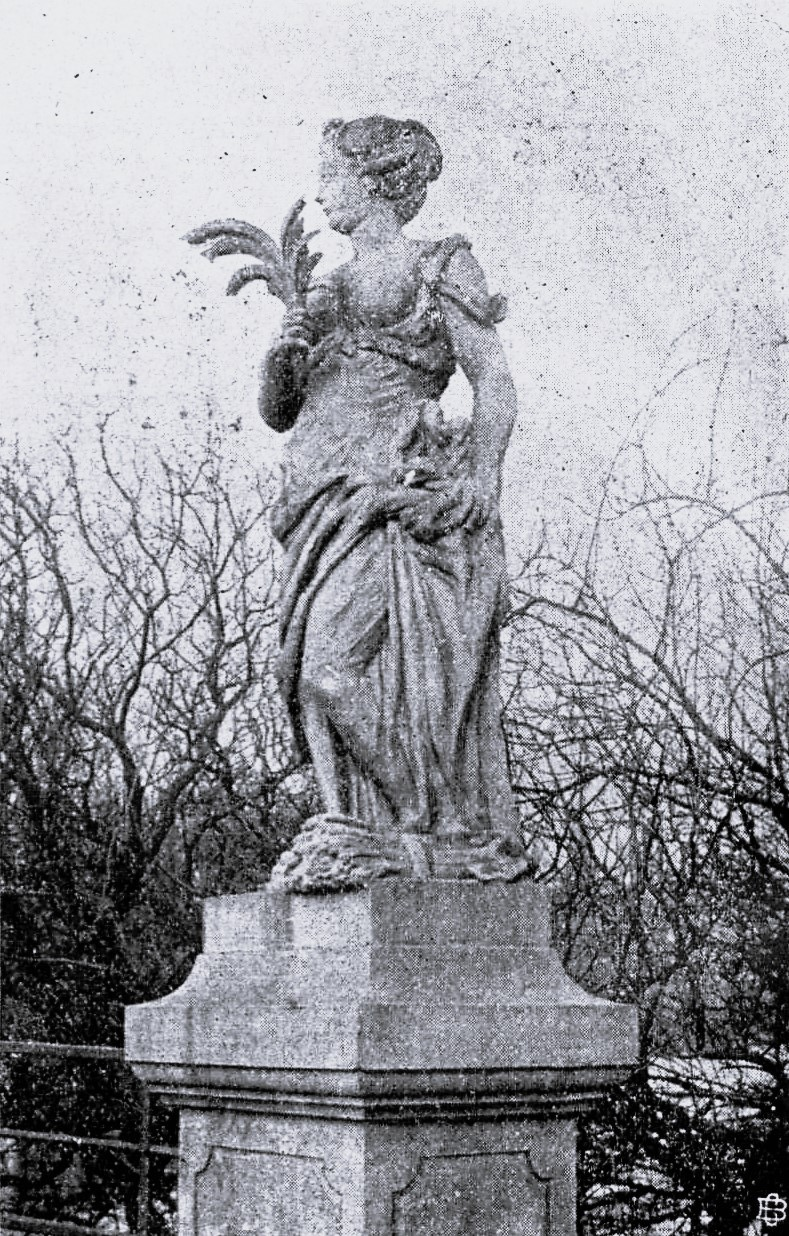
Mercurio porta il petaso sul capo e tiene in mano un sacchetto pieno di denaro
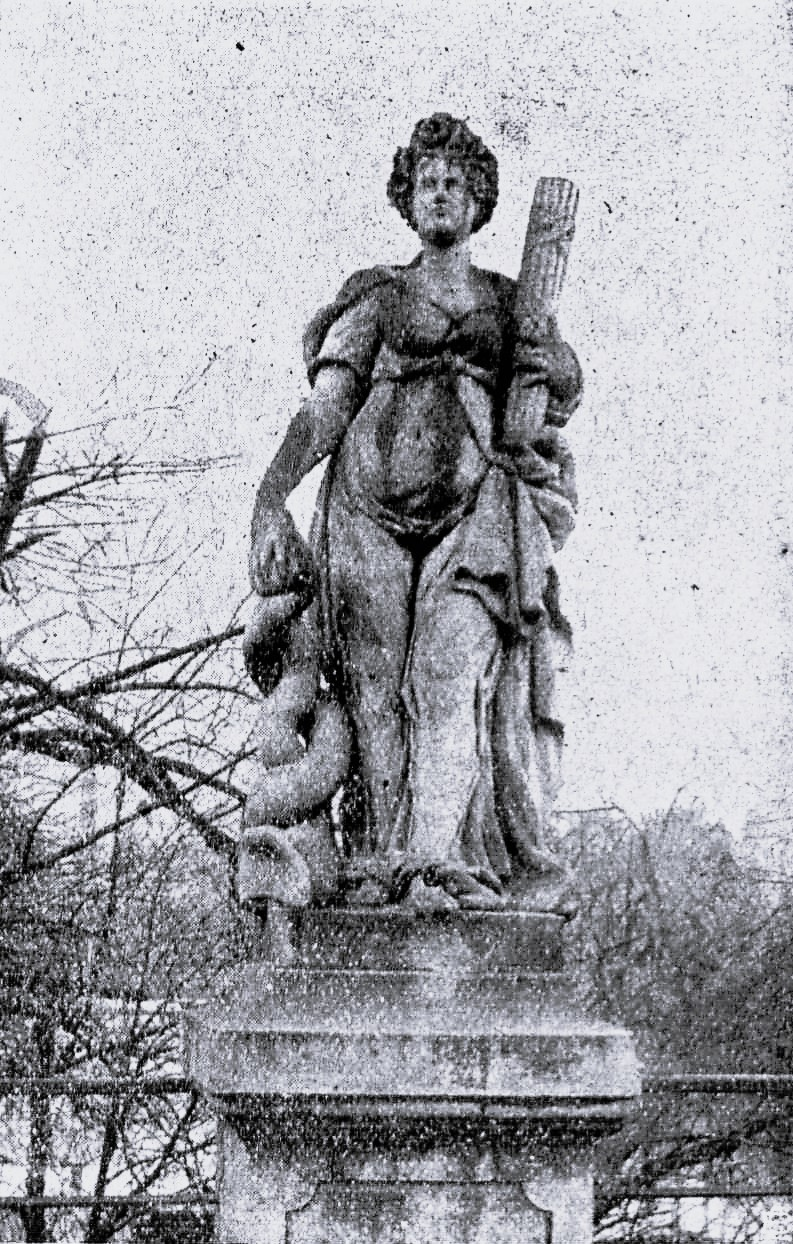
La Pace porta un ramo di olivo
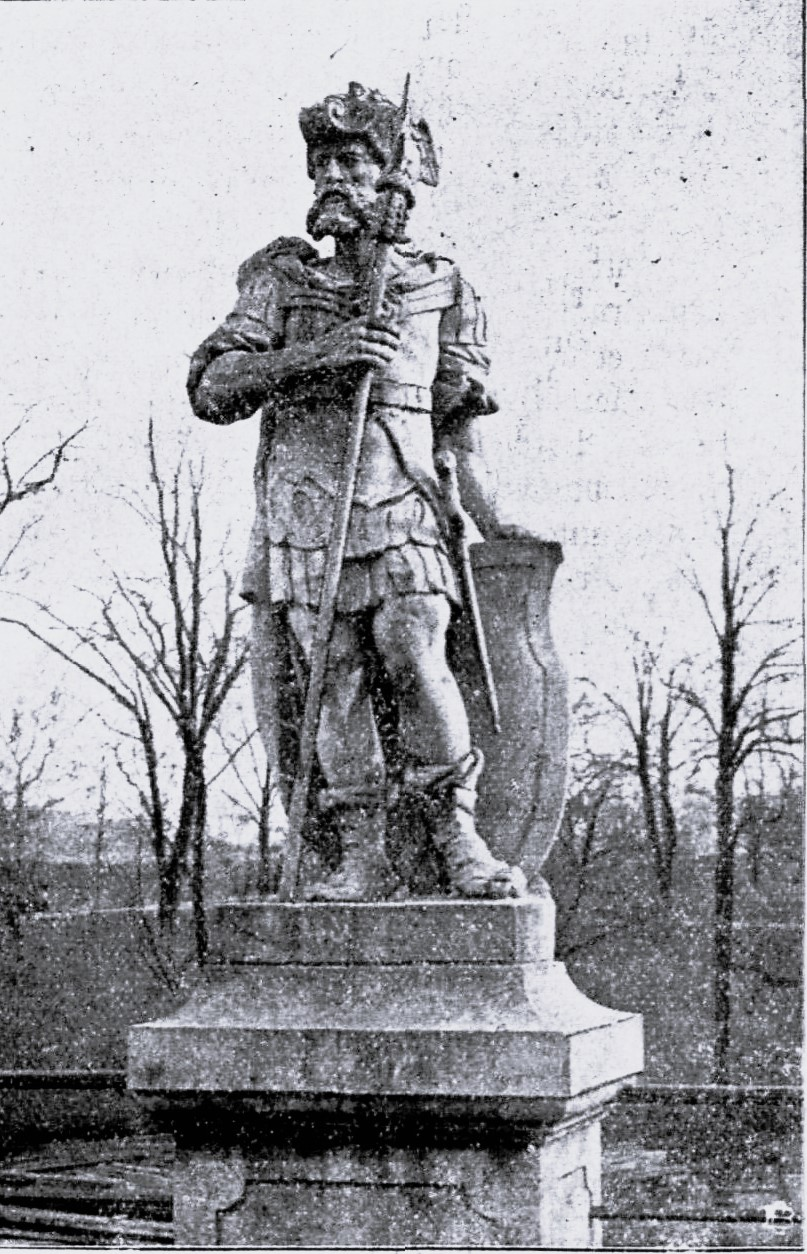
Il Romano è recepito come guerriero con lancia e spada
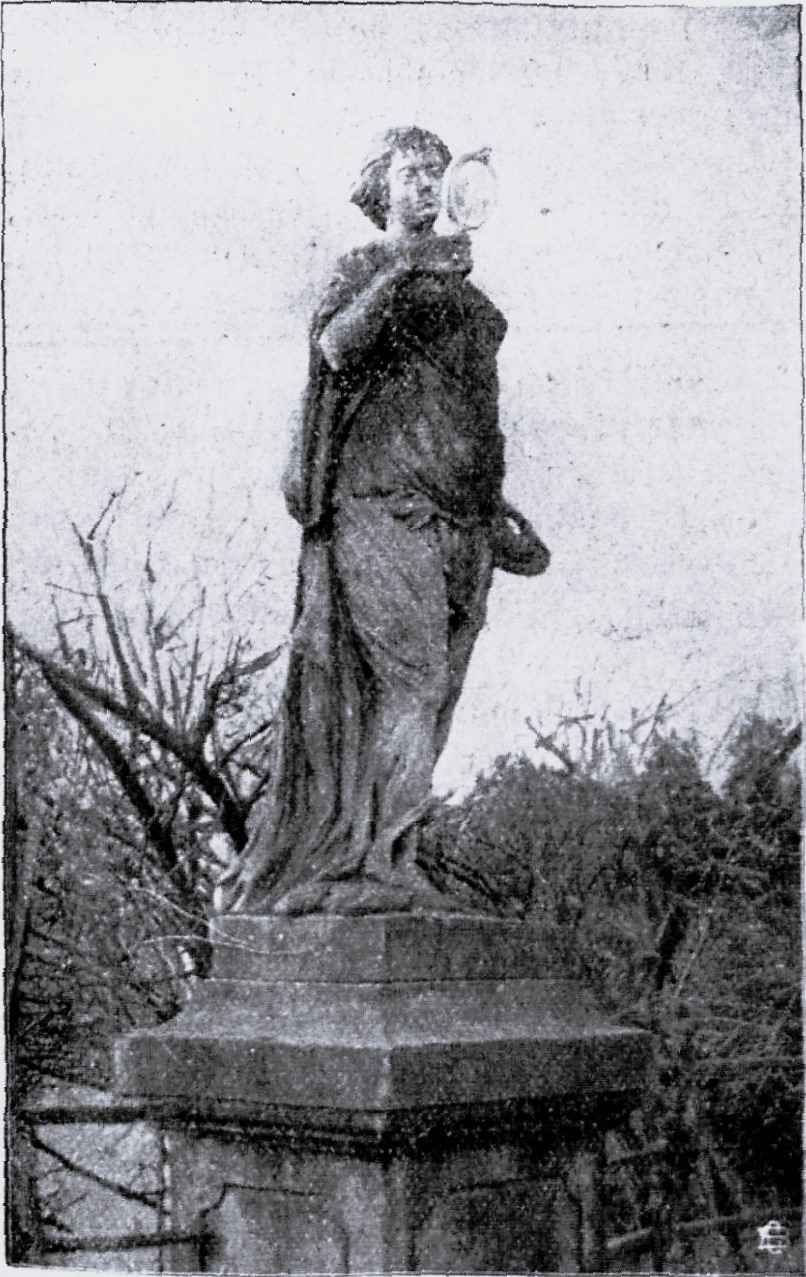
L'Attenzione guarda in uno specchio (o in una lente)
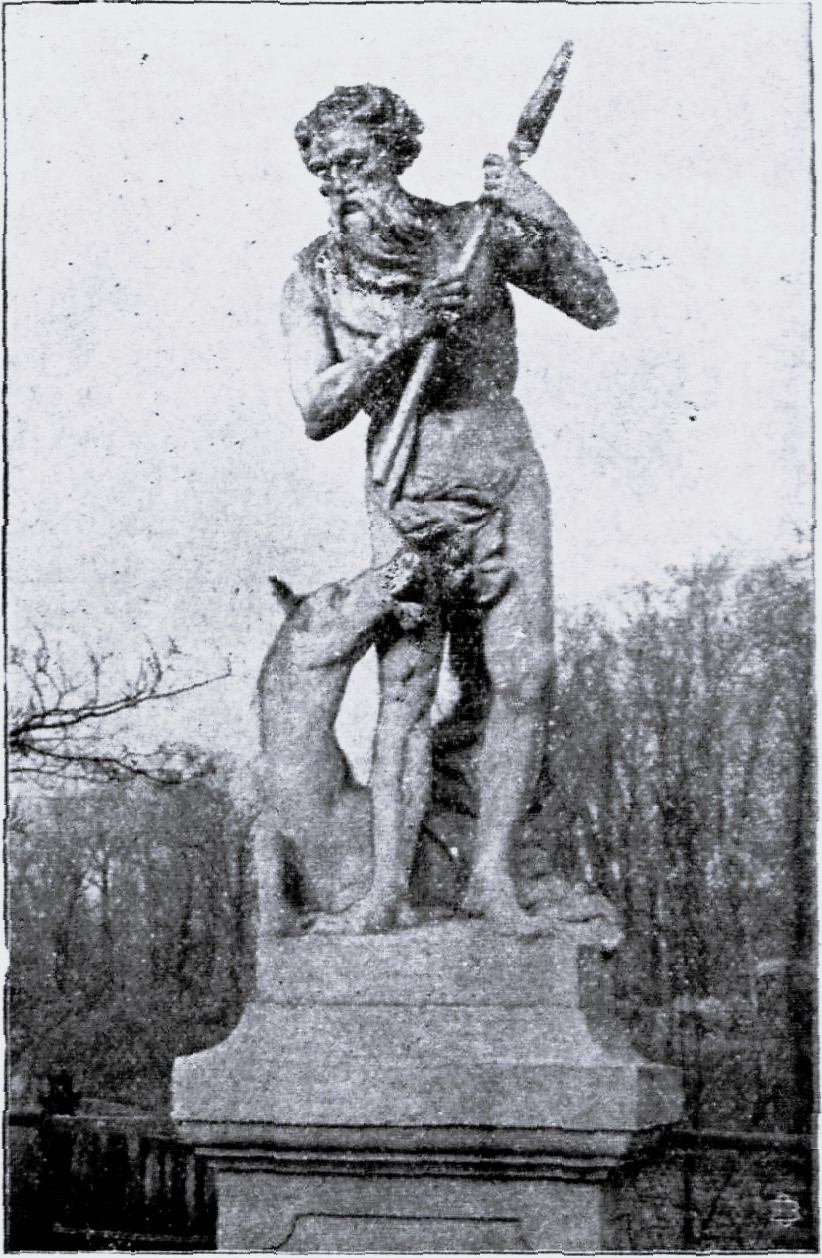
Nettuno ha il cavallo accanto, che presso i greci  era in stretta relazione con le onde e che è riscontrabile in numerose illustrazioni di Poseidone
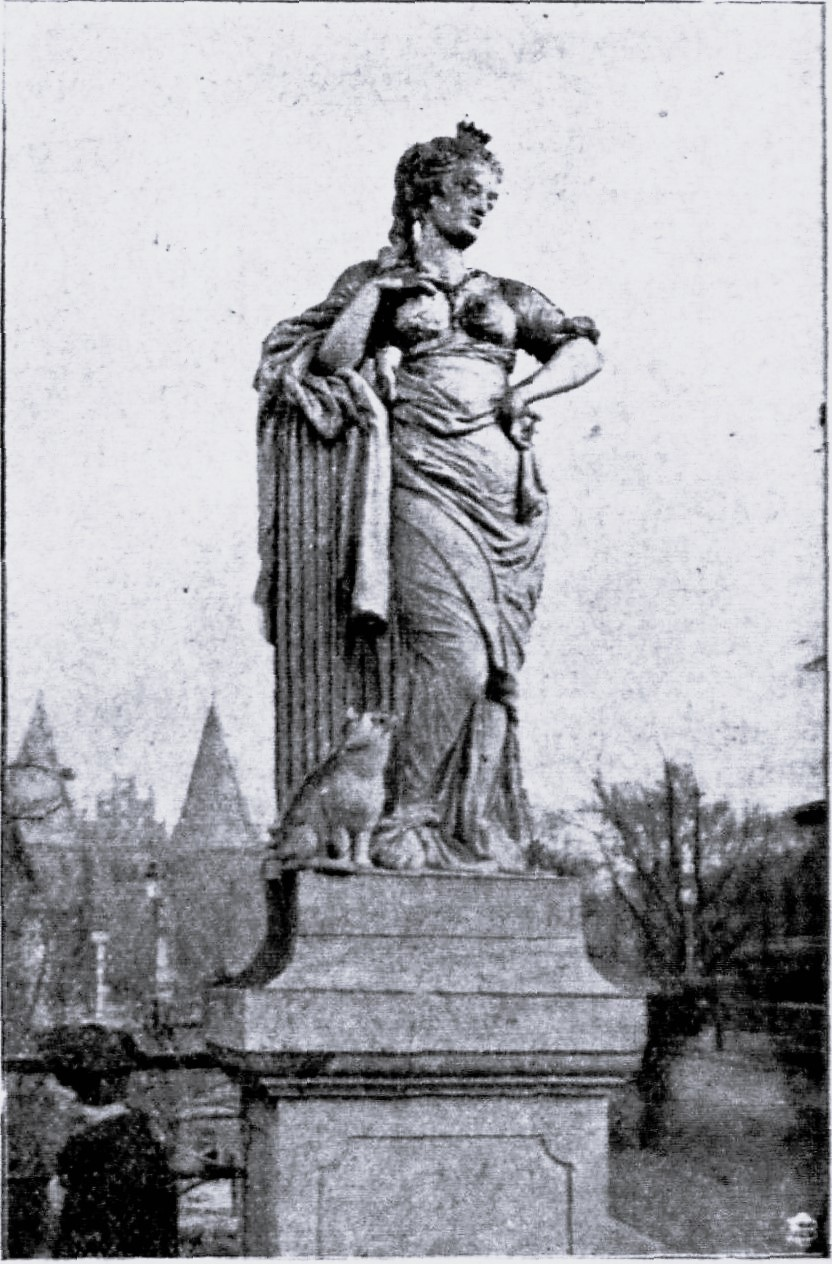
La Libertà si riconosce dal gatto che sta ai suoi piedi  - Dio di fiume (Trave)
  - Mercurio
  - Pace
  - Armonia
  - Romano
  - Attenzione
  - Nettuno (Mar Baltico)
  - Libertà